# República Bangsamoro
Os Estados Unidos Federados da República Bangsamoro (United Federated States of Bangsamoro Republik) foi um território situado no Sudeste de Ásia que declarou unilateralmente a sua independência das Filipinas. É reconhecido internacionalmente como parte da República de Filipinas.
O 12 de agosto de 2013 Nur Misuari, chefe do Frente Moro de Libertação Nacional, declarou a independência de Bangsamoro de Filipinas em Talipao, Sulu. Segundo Misuari, a república compreenderia as ilhas de Mindanao, Sulu e Palawan. No entanto, segundo o assessor legal de Misuari, Emmanuel Fontanilla, o estado também compreenderia os estados malaios de Sarawak e Sabah. Com a declaração de independência os eventos desembocaram na crise de Zamboanga de 2013. Durante a crise, o FMLN tomou controle de facto de cinco distritos da cidade de Zamboanga.
Desde o 28 de setembro de 2013, com a derrota na cidade de Zamboanga pelo Governo filipino, o MNLF já não controla nenhum território abertamente e a República Bangsamoro tem sido desestablecida, ainda que o MNLF não tem renunciado a suas pretensões de estabelecer um país independente na região.